# Gene Felton
Gene Felton (ur. 11 maja 1936 roku w Marietta) – amerykański kierowca wyścigowy.

## Kariera
Felton rozpoczął karierę w międzynarodowych wyścigach samochodowych w 1980 roku od startów w World Challenge for Endurance Drivers, gdzie jednak nie zdobywał punktów. W późniejszych latach Amerykanin pojawiał się także w stawce NASCAR Winston Cup, IMSA Camel GTO, IMSA Camel GT Championship, 24-godzinnego wyścigu Le Mans, FIA World Endurance Championship, IMSA Exxon Supreme GT Series oraz The David Pearson Trophy.

## Wyniki w 24h Le Mans
| Rok  | Zespół           | Partnerzy                | Samochód         | Klasa    | Okr. | Poz. | Klasa Poz. |
| ---- | ---------------- | ------------------------ | ---------------- | -------- | ---- | ---- | ---------- |
| 1982 | Stratagraph Inc. | Billy Hagan Tom Williams | Chevrolet Camaro | IMSA GTO | 269  | 17   | 2          |